# Импрунета
Импрунета (итал. Impruneta) је насеље у Италији у округу Фиренца, региону Тоскана.
Према процени из 2011. у насељу је живело 4576 становника. Насеље се налази на надморској висини од 261 м.

## Становништво
| 1936.  | 1951.  | 1961.  | 1971.  | 1981.  | 1991.  | 2001.  | 2011.  |
| ------ | ------ | ------ | ------ | ------ | ------ | ------ | ------ |
| 10.395 | 10.537 | 11.018 | 13.659 | 14.660 | 15.028 | 14.637 | 14.667 |

## Партнерски градови
- Прахатице
- Белрив сир Алије
- Хадамар
- Прушков